# Klínovec
Il Klínovec (1.244 m s.l.m. - detto anche, in tedesco, Keilberg e, più raramente, Sonnenwirbel) è la montagna più alta dei Monti Metalliferi. Si trova nella Regione di Karlovy Vary della Repubblica Ceca nei pressi del confine con la Germania.